# Sustainable Governance Indicators
Die Sustainable Governance Indicators (SGI) sind ein Projekt der Bertelsmann Stiftung. Die SGI bewerten anhand 147 einzelner Indikatoren systematisch den Reformbedarf in Politik, Wirtschaft und Gesellschaft sowie die Reform- und Regierungsfähigkeit von 31 OECD-Staaten. Etwa 80 Experten sind an der aktuellen Runde der Studie beteiligt, die den Zeitraum Mai 2008 bis April 2010 abdeckt. Die Erstausgabe der SGI erstreckte sich von 2005 bis März 2007.

## Methode
Der Reformbedarf eines Landes wird in den Sustainable Governance Indicators im Status Index zusammengefasst, die Reformfähigkeit im Management Index. Zwei etablierte Wissenschaftler analysierten die OECD-Mitgliedsstaaten. Um subjektive Einschätzungen der Experten zu identifizieren und zu reduzieren, sind sowohl einheimische als auch internationale Experten beteiligt. Um interdisziplinäre Expertise abzudecken, gehören zu den Experten sowohl Politologen als auch Ökonomen. Wissenschaftler mit dem Schwerpunkt Vergleichende Politikwissenschaft fassten die Berichte der Experten zu einem Länderbericht zusammen.

### SGI und der Bertelsmann Transformation Index
Die SGI basieren auf dem methodischen Schema des Transformation Index der Bertelsmann Stiftung (Bertelsmann Transformation Index, BTI), der seit 2003 128 Transformationsländer hinsichtlich ihrer Fortschritte in Demokratie und Marktwirtschaft vergleicht. Anders als im BTI wird bei den Sustainable Governance Indicators jedoch für die 31 untersuchten OECD-Staaten ein anderer Bewertungsmaßstab angelegt, da die OECD-Länder bereits als konsolidierte marktwirtschaftliche Demokratien angesehen werden können.

### Status Index

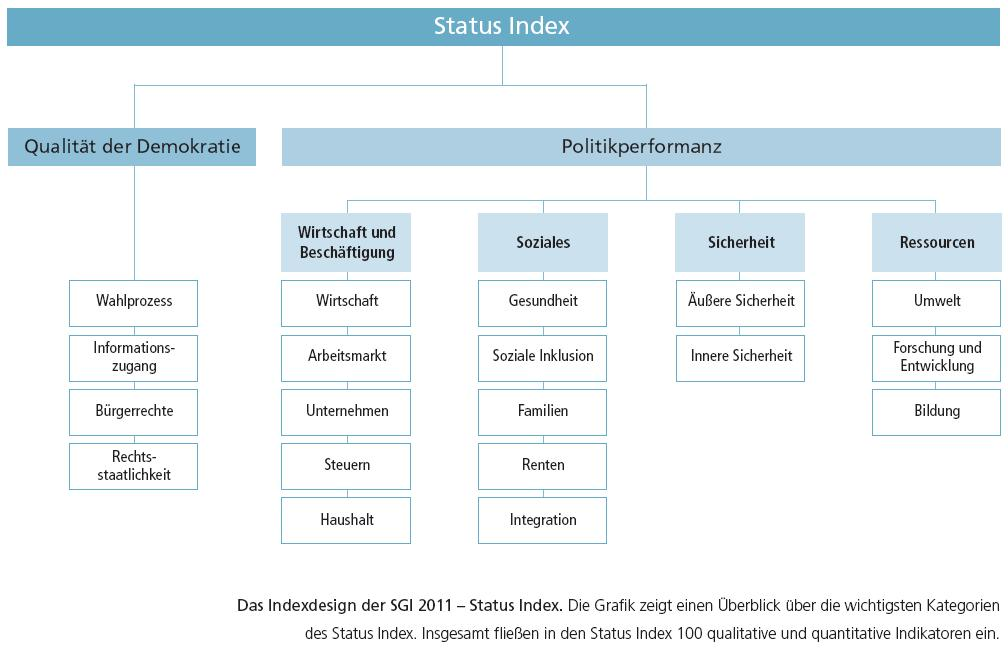
Aufbau des SGI Status Index

Bei der Untersuchung des Reformbedarfs (Status Index) werden in den SGI zwei grundsätzliche Dimensionen analysiert:
- Die erste Dimension des Status Index bildet die Qualität der Demokratie eines Landes ab. Hier werden Kategorien wie „Wahlprozess“, „Informationszugang“, „Bürgerrechte“ und „Rechtsstaatlichkeit“ untersucht.
- Die zweite Dimension des Status Index bezieht sich auf das Leistungsniveau der OECD-Staaten in verschiedenen Politikfeldern, die für die Zukunftsfähigkeit einer Gesellschaft einen zentralen Stellenwert besitzen. Hier werden die Bereiche „Wirtschaft und Beschäftigung“, „Soziales“, „Sicherheit“ und „Ressourcen“ betrachtet, denen wiederum 15 verschiedene Politikfelder zugrunde liegen.[4]

### Management Index

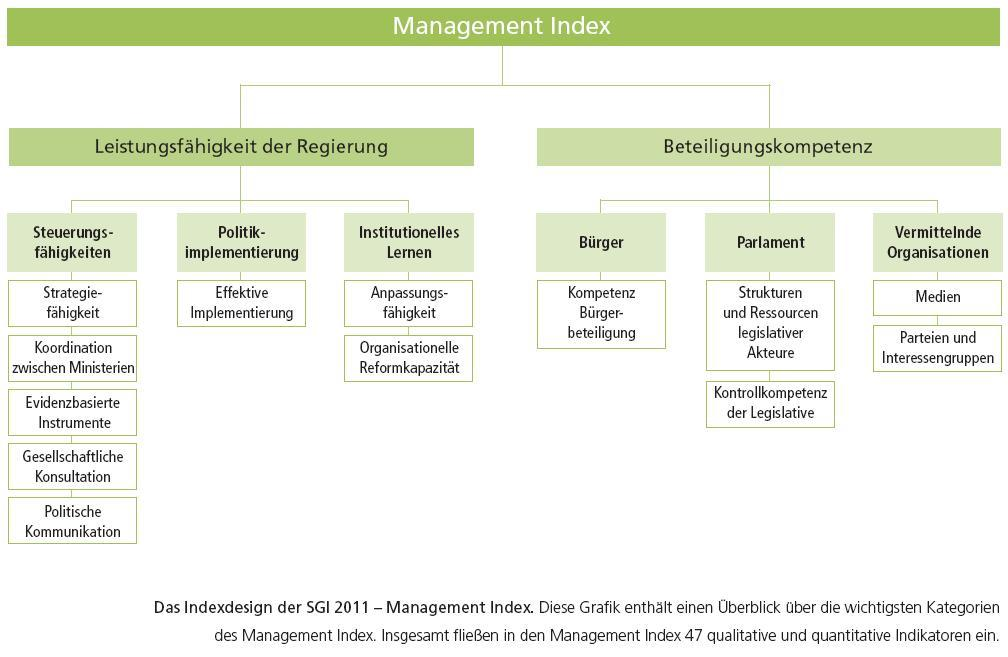
Aufbau des SGI Management Index

Auch der Management Index fußt bei der Analyse der Reformfähigkeit eines Landes auf zwei Dimensionen:
- Zum einen bewertet der Management Index in der Dimension „Leistungsfähigkeit der Regierung“ die jeweilige strategische Steuerungs- und Problemlösungsfähigkeit einer Regierung; zentrale Analysekategorien sind hier „Steuerungsfähigkeiten“, „Politikimplementierung“ und „Institutionelles Lernen“.
- Zum anderen gibt der Management Index in der Dimension „Beteiligungskompetenz“ darüber Auskunft, inwieweit Akteure jenseits der Exekutive – Bürger, Parlamente und vermittelnde Organisationen (Medien, Parteien und Verbände) – durch ihre jeweiligen Kontroll- und Verständigungsleistungen die Problemlösungsfähigkeit der Regierungen erhöhen.

Die SGI werden im Abstand von zwei bis drei Jahren von der Bertelsmann Stiftung neu erhoben.

## Ergebnisse

### Status Index 2011

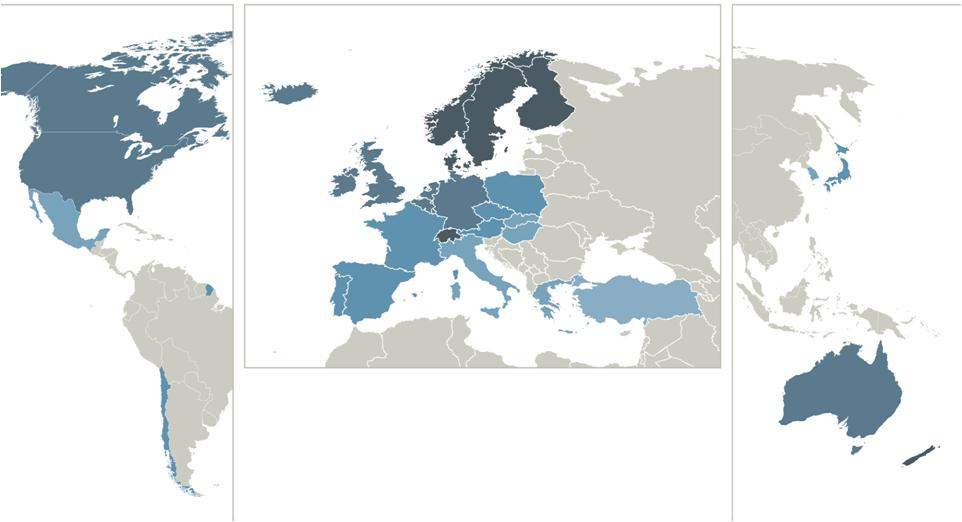
Ergebnisse des Status Index 2011; Skala von hell- (sehr schlecht) bis dunkelblau (sehr gut)

Im Status Index dominieren die nordeuropäischen Länder die Spitzengruppe. Gleichzeitig sind mit dem angelsächsisch geprägten Neuseeland und der kontinentaleuropäischen Schweiz aber auch zwei Länder an der Spitze des Rankings vertreten, die eine andere politische und wohlfahrtsstaatliche Tradition aufweisen.
Das Mittelfeld (Kanada, Australien, Deutschland, Island, Luxemburg, Niederlande, USA, Irland, Großbritannien, Belgien, Österreich, Tschechien, Frankreich, Portugal, Japan, Chile, Spanien und Polen) und die Schlussgruppe (Südkorea, Italien, Slowakei, Mexiko, Griechenland und Türkei) sind in geographischer und kultureller Hinsicht mindestens genauso heterogen wie die Spitzengruppe.
Gängige Typologien der vergleichenden Politikwissenschaft können die Platzierungen der OECD-Länder beim Status Index nicht erklären. So schneiden beispielsweise Mehrheitsdemokratien weder systematisch besser noch systematisch schlechter ab als Konsensusdemokratien. Die Einteilung der Länder in föderalistische und zentralistische Staaten hilft ebenfalls nicht bei der Erklärung der unterschiedlichen Reformtätigkeit.
Innerhalb der Spitzengruppe sind mit den Skandinaviern vor allem Staaten des sozialdemokratischen Wohlfahrtsstaatstypus vertreten. Mit Neuseeland und der Schweiz sowie Kanada im oberen Mittelfeld verzeichnen auch eher liberale Wohlfahrtsstaaten hohe Werte. Insgesamt zeigt der Blick auf die Ergebnisse des Status Index, dass die langjährigen und etablierten OECD-Mitglieder tendenziell höhere Werte erreichen – wobei es auch Ausnahmen gibt: Chile als Neumitglied erreichte eine Platzierung im unteren Mittelfeld, und Italien und Griechenland sind deutlich schlechter platziert als einige der osteuropäischen Länder. In der Tendenz sind es eher die kleinen, offenen Volkswirtschaften, die eine besonders nachhaltige Politik verfolgen.

### Management Index 2011

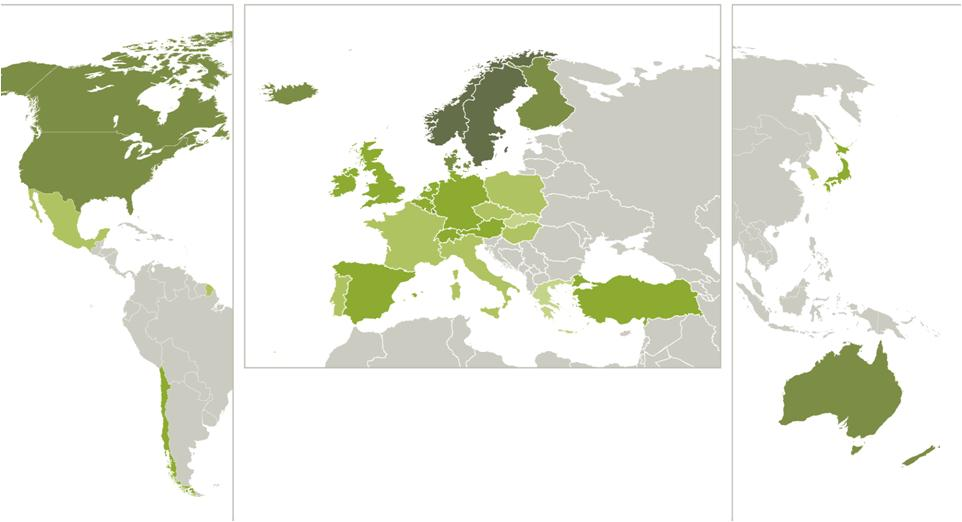
Ergebnisse des Management Index 2011; Skala von hell- (sehr schlecht) bis dunkelgrün (sehr gut)

Auf der höchsten Aggregationsebene des Management Index gibt der Gesamtüberblick erste wichtige Anhaltspunkte, welche Länder insgesamt die besten Governance-Leistungen vorweisen und welche noch Nachholbedarf haben. Tiefergehende Hintergrundinformationen zur Performanz eines Landes liefern die detaillierten Ländergutachten auf der SGI-Website mit fundierten, qualitativen Informationen bis auf die Ebene der einzelnen Indikatoren.
Angeführt wird der SGI-Management Index recht deutlich von Schweden und Norwegen. Beide Länder können im Durchschnitt mehr als 8 Punkte vorweisen. Dahinter liegen Dänemark, Finnland sowie Neuseeland und Australien. Wenn auch das insgesamt hervorragende Abschneiden der nordeuropäischen Staaten wie bereits im Status Index auffallend ist, zeigt das ebenfalls sehr gute Ergebnis der angelsächsisch geprägten Systeme Neuseelands und Australiens, dass nicht unbedingt ein bestimmter politischer „Systemtyp“ ausschlaggebend für ein erfolgreiches Abschneiden im Management Index ist. An diese Spitzengruppe schließt sich ein breites Mittelfeld an, welches dann nur noch in eher kleinen Schritten Veränderungen in den Indexwerten zeigt, so dass hier keine klare Form der Gruppenbildung zu beobachten ist. Die eindeutigen Schlusslichter der Erhebung sind allerdings Griechenland sowie die Slowakei. Beide zeigen nahezu einen ganzen Punkt Rückstand auf Italien, welches den 29. Platz belegt. Besonders hervorzuheben ist das OECD-Neumitglied Chile, das bereits vor einigen der etablierten langjährigen OECD-Mitgliedsstaaten abschneidet.

### Zusammenfassung der Ergebnisse
Die Ergebnisse der SGI zeigen, dass ein starker Zusammenhang zwischen dem Leistungsniveau eines Landes und seiner Fähigkeit besteht, Reformen ins Werk zu setzen. Länder, die über eine ausgeprägte Exekutivkapazität und eine hohe Demokratiequalität verfügen sowie gesellschaftliche Akteure umfassend in den politischen Prozess einbeziehen, sind sowohl in Sachen Nachhaltigkeit als auch Sozialer Gerechtigkeit erfolgreicher.